# Pawłówka (Piotrków Trybunalski)
Pawłówka – część miasta Piotrków Trybunalski w województwie łódzkim. Leży w północnej części miasta, wzdłuż wschodniej sekcji ulicy Nowowiejskiej, między Daszówką a Karolinowem.